# Уланский переулок
Ула́нский переу́лок — улица в центре Москвы в Красносельском районе. Начинается у проспекта академика Сахарова, параллельно которому проходит большей своей частью, затем, пересекая Даев переулок, выходит на Садовую-Спасскую улицу.

## Происхождение названия
Название XVIII века по находившемуся в этой местности в 1737 году двору дьяка Ивана Уланова. Употреблялась также форма Уланов переулок. Другое прежнее название — Дербеневский переулок — возможно, от слова «дебри», места, заросшего густым лесом.

## История
В конце XVIII века живший в Москве выходец из Германии Е. И. Бланкеннагель начал производить первые в России опыты по получению сахара из сахарной свеклы. Для этого он засеял свеклой принадлежавший ему участок в Уланском переулке. Опыты продолжались порядка 10 лет, и в 1802 году он открыл в селе Алябьево Тульской губернии первый в России завод, вырабатывающего сахар из сахарной свёклы.

## Описание
Уланский переулок начинается слева от проспекта Академика Сахарова рядом с Тургеневской площадью, проходит на северо-запад, затем поворачивает на северо-восток и идёт параллельно проспекту, пересекает Даев переулок и выходит на Садовое кольцо на Садовой-Спасской улице. Нумерация домов начинается от проспекта Академика Сахарова.

## Примечательные здания и сооружения
по нечётной стороне:
- № 11 — комплекс строений церкви Святого Николая Чудотворца в Дербенёвском (1711—1715). Колокольня построена в 1791 году. Трапезная перестраивалась в 1878 и 1895 годах архитектором К. М. Быковским; службы — в 1896—1897 годах архитектором Л. Н. Кекушевым[3]. В советское время в здании размещался гараж Московского округа ПВО. С 1994 года богослужения в храме возобновлены[1].
- № 11а — жилой дом. Здесь в 1940-х—1950-х годах жил академик А. М. Терпигорев[4].
- № 13, стр. 1 — доходный дом (1866, архитектор В. Н. Карнеев). Здание периода эклектики декорировано в русском стиле, с использованием деталей московского зодчества конца XVII — начала XVIII веков[3]
- № 13, стр. 2 — доходный дом (1909, архитектор П. А. Ушаков) с фасадом в стиле модерн[3]. Ныне здание занимают Институт геоэкологии РАН, Российская ассоциация Домов моды.
- № 21, стр. 2 — НП "Российский благотворительный центр школ-студий каскадёров «ТРЮК»; журнал «Холодильная техника»
- № 23 — жилой дом (1871—1874, архитектор И. И. Добрынин)

по чётной стороне:
- № 16 и 22 — в этих зданиях с 1939 года по 1992 год размещалось Министерство авиационной промышленности СССР, фасады этих зданий выходили на проложенный гораздо позже Новокировский проспект (пр-т Сахарова). Здания построены по проекту архитектора Д. Ф. Фридмана в 1934—1936 годах для управления Метростроя.

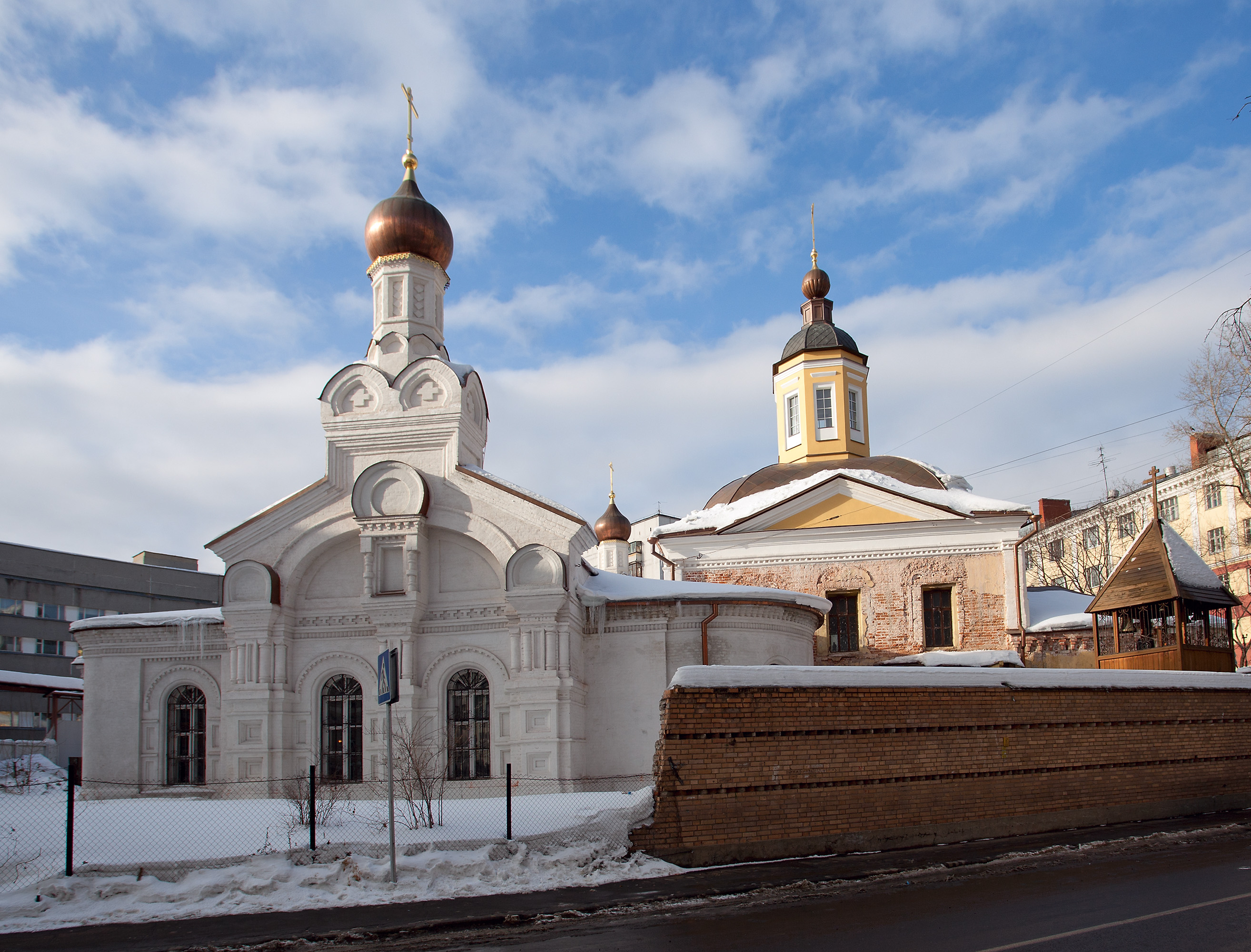
Церковь Николая Чудотворца
Дом № 15. Фрагмент фасада
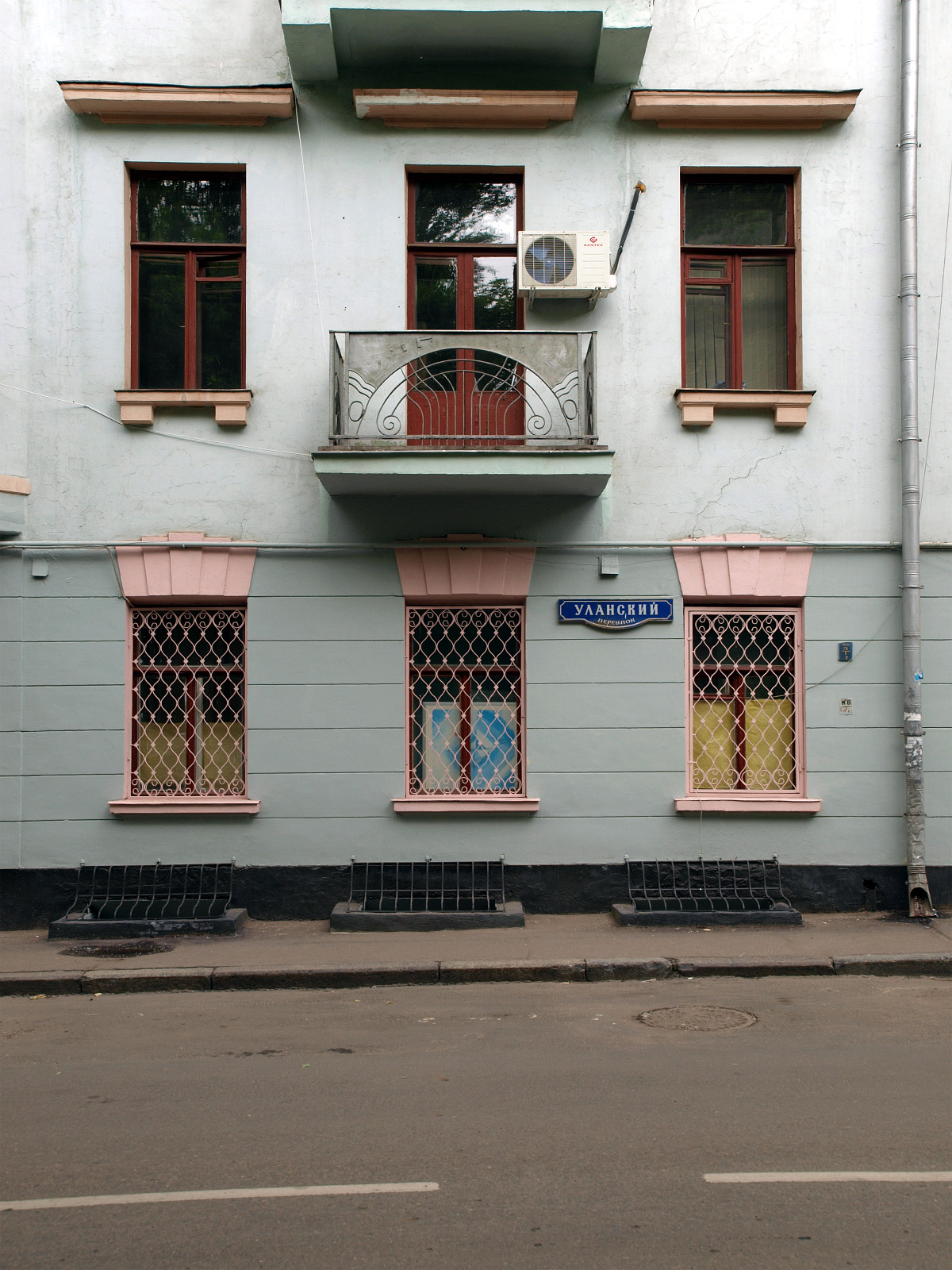
Дом № 15. Фрагмент фасада

## В культуре
В начале романа братьев Вайнеров «Эра милосердия» именно в Уланском переулке был обнаружен подкидыш и состоялась первая встреча Шарапова и младшего сержанта Варвары Синичкиной.
В 1960-х годах в Уланском переулке жил Эдуард Лимонов.